# БА-10
БА-10 — радянський середній бронеавтомобіль 1930-х — 1940-х років.
Був розроблений в конструкторському бюро Іжорського заводу в 1938 році як модернізація бронеавтомобіля БА-3.
Використовувався радянськими військами в боях на Халхін-Голі, радянсько-фінській війні і протягом Другої світової війни.

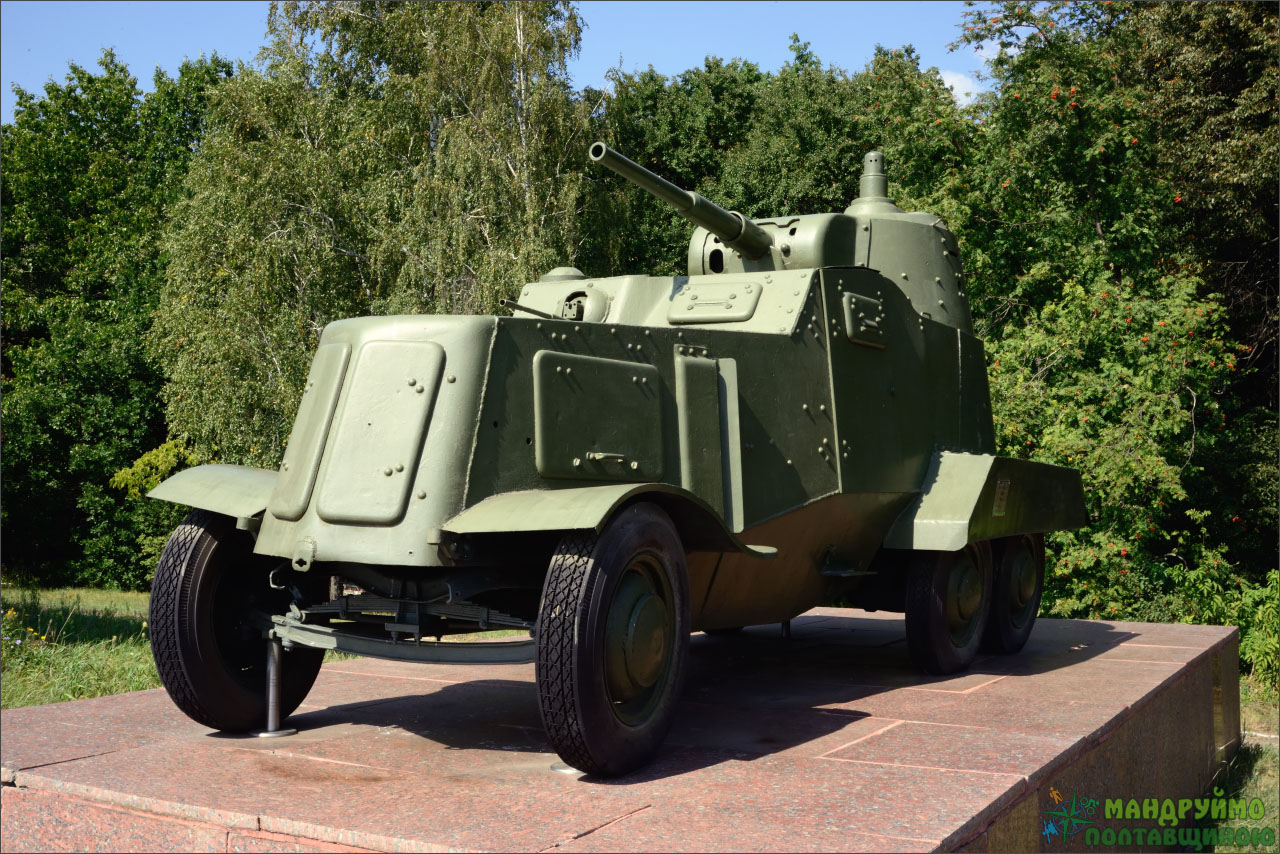
Бронеавтомобіль штабу фронту БА-10 № 530

## Історія

### Попередні розробки
Історія бронеавтомобіля почалася в 1926 році на заводі АМО. До літа 1927 року був складений технічний проект. Майбутній машині присвоїли найменування БА-27: «бронеавтомобіль 1927 року». Потім шасі і всю документацію передали на Іжорський завод, де побудували броньовий корпус. Після успішних випробувань в грудні 1928 року машину взяли на озброєння під назвою «бронеавтомобіль БА-27 зразка 1928 року». 
Спочатку  він випускався на шасі АМО-Ф-15, але вже з літа 1929 року —  на шасі новітньої на той час  півторатонної вантажівки «Форд-АА» з чотирициліндровим двигуном рідинного охолодження потужністю 40 к. с. 
До кінця 1931 року радянські заводи побудували близько 100 БА-27. Багато з них брали участь у боротьбі з басмачами у Середній Азії і в боях з китайцями на Китайсько-Східній залізниці. 
Автомобіль мав масу 4,14 тонн, ніс 4-7-міліметрову броню і був озброєний 37-міліметровою гарматою конструкції барона Михайла Федоровича фон Розенберга.
За розробку цієї гармати в 1928 році барон отримав звання «Герой Праці». 
При створенні гармати за основу була взята траншейна гармата його ж конструкції, яку барон, будучи тоді полковником Головного Артилерійського Управління, створив у 1915 році. Маючи довжину ствола всього в 19 калібрів, гармата забезпечувала виліт 512-грамового снаряда зі швидкістю 442,1 м/с, а тому для боротьби з танками була непридатна: на 200-метровій дистанції її снаряд пробивав лише 10 міліметрів броні, а на 100-метровій – 12 міліметрів. 
Таким чином, БА-27 міг воювати лише з іншим БА-27 або ж з польським бронеавтомобілем Wzor, який мав 4-10-мм броню і був озброєний 37-міліметровою гарматою Гочкісса з подібними характеристиками. 
Усвідомлюючи безпорадність БА-27 у боротьбі з танками, радянське керівництво доручило конструкторам розробку більш досконалого бронеавтомобіля. Прагнучи посилити вогневу міць колісних бойових машин, конструктори створили в 1934 році бронеавтомобіль БА-3 з баштою і гарматою від танка Т-26. Її різноманітні за призначенням 45-мм снаряди мали значну початковою швидкістю, а досконала система наведення забезпечувала досить високу точність стрільби. 
До 1935 року на Горьковському автозаводі був освоєний випуск автомобіля ГАЗ-ААА з тривісним шасі. Це був тривісний варіант «полуторки», у якій ведучими були обидва задніх мости. У тому ж році із заводських воріт вийшов БА-6 , броня якого була доведена до товщини 9 мм. Через рік його змінив у виробництві БА-6М, і, нарешті, в 1938 році  конструктори прийшли до ідеї БА-10.

## Конструкція
Базою для бронемашини БА-10 послужило тривісне шасі вантажного автомобіля ГАЗ-ААА з укороченою рамою. 200 мм вирізали з її середній частині і ще на 400 мм скоротили задню частину.
Бронеавтомобіль був виконаний за класичною компонувальною схемою з переднім розташуванням двигуна, передніми керованими колесами і двома задніми ведучими мостами. 
Екіпаж БА-10 складався з 4 осіб: командира, водія, навідника і кулеметника.
Довжина бронеавтомобіля становила 4 665 мм, ширина – 2 070, а висота – 2 210 мм. При бойовій масі в 5,14 т, він з 50-сильним двигуном від «емки» розвивав швидкість в 53 км/год. В розташованій в задній частині бронеавтомобіля башті встановлювалася 45-мм танкова гармата 20К зразка 1932 року і спарений з нею 7,62 мм кулемет ДТ зразка 1929 року.
БА-10 володів великою прохідністю. Він долав 45-градусний підйом, завдяки низько підвішеним запасним колесам, що  вільно оберталися, він міг переповзати через траншеї. Повністю закритий клепано-зварний корпус бронемашини виготовлявся з листів катаної сталі різної товщини, які  встановлювалися із раціональними кутами нахилу, що підвищувало кулестійкість бронювання та відповідно, ступінь захищеності екіпажу. Для виготовлення даху використовувалися 6-мм, днища – 4-мм бронелисти.
Бортове бронювання корпусу мало товщину 8-9 мм, тоді як лобові деталі корпусу і башти виконувалися з листів броні товщиною 10 мм. Паливні баки були захищені додатковими бронелистами. 
Для посадки екіпажу в машину в бортах у середній частині корпусу були прямокутні двері з невеликими вікнами, обладнаними бронекришками з оглядовими щілинами. Для підвішування дверей були використані внутрішні петлі замість зовнішніх, що позбавило зовнішню поверхню корпусу зайвих дрібних деталей. 
Зліва у відділенні управління, розташованому за моторним відсіком, знаходилося сидіння водія, праворуч – стрільця, який обслуговував 7,62-мм кулемет ДТ, змонтований в кульовій установці в скошеному лобовому листі корпусу. 
Боєкомплект складався з 49 снарядів і 2079 патронів. 
Огляд водієві забезпечувало лобове вікно, обладнане відкидною бронекришкою з вузькою оглядового щілиною, і невелике прямокутне вікно аналогічної конструкції в дверях лівого борту. Таке ж вікно було і в правих дверях з боку кулеметника 
Гармата призначалася для боротьби з танками, самохідками і бронемашинами супротивника. 
Для свого часу бронепробивність її снаряда була цілком достатньою – по нормалі на 500 м вона пробивала 43-мм броню. Цього було достатньо для боротьби з будь-якою тодішньою бронетехнікою .

### Особливості озброєння
Гармата мала і протипіхотні можливості – він забезпечувався осколковою гранатою і картеччю. Осколкова 45-мм граната при розриві давала близько ста осколків, що зберігають забійну силу при розлітанні по фронту на 15 м і в глибину на 5-7 м. 
Картечні набої при стрільбі утворювали сектор поразки  на 60 метрів по фронту і до 400 метрів у глибину. 
Крім того, в боекомплекті були димові і бронебійно-хімічні снаряди. Останні призначалися для отруєння екіпажів танків і гарнізонів ДОТів. Вони містили 16 г складу, який в результаті хімічної реакції перетворювався на синильну кислоту. 

## Виробництво
Серійне виробництво БА-10 почалося в 1938 році. 
На Іжорському заводі автомобілі БА-10 випускалися до серпня 1941 року. Випуск їх був припинений у зв'язку з переходом на виробництво танків Т-60. 
У зв'язку з наближенням фронту безпосередньо до Іжорського заводу, виробництво бронеавтомобілів БА-10 у вересні 1941 року було переведено на Балтійський завод в Ленінграді. На цьому підприємстві з обладнання, що вдалося вивезти, та силами частини працівників Іжорського заводу виготовили кілька десятків бронеавтомобілів, які заповнювали втрати БА-10 і зіграли велику роль в обороні Ленінграда. Активно використовувалися і під час прориву блокади.
Всього було випущено 3 291 БА-10, що зробило його наймасовішим радянським бронеавтомобілів довоєнного виробництва і наймасовішим радянським середнім бронеавтомобілем.

## Бойове  застосування
Бойове хрещення бронеавтомобілі БА-10 пройшли під час конфлікту біля річки Халхін-Гол. 
До початку боїв у цьому районі БА-10 складали приблизно половину всього парку середніх броньовиків (203 одиниці). Вони вступили в бій вже на ранній фазі конфлікту. Так, 20-25 червня 1939 року 3-й батальйон 149-го стрілецького полку за підтримки роти броньовиків 234-го автобронебатальона 8-ї мотобронебригади і батареї 175-го артилерійського полку вів бої з японо-маньчжурськими частинами на північний схід біля Халхін-Гол в районах Халхін-Суме і Дебден-Суме. Причому останній знаходився вже на території Маньчжурії.
В районі Дебден-Суме радянські війська виявили японське військове містечко, в якому перебували до батальйону японців, маньчжурський кавполк і дві артилерійські батареї (75-мм польові і 37-мм протитанкові гармати). Зав'язався бій, в ході якого японці, засівши на дахах казарм, вогнем притиснули до землі піхоту 149-го полку. Командир бронероти зайшов у тил противнику, поставив броньовики та дві 76-мм гармати на пряму наводку і почав громити японські казарми, які незабаром загорілися. У містечку піднялася паніка, якою і скористалася наша піхота для виходу з бою. Втрати броньовиків склали три машини: два БА-10 і один БА-3. Всі ці машини були підбиті і залишені на території супротивника. Ще п'ять БА-10 отримали пошкодження від ворожого артвогню. 
Потужне озброєння радянських бронеавтомобілів дозволяло їм майже на рівних вести бій з японськими танками. В цьому плані найбільш вдало діяли БА-10 зі складу 9-ї мотоброньової бригади. В 12 годин дня 3 липня 1939 року позиції радянських військ на східному березі атакували частини 3-го і 4-го японських танкових полків, які налічували у своєму складі понад 70 танків. При цьому до 40 японських бойових машин вийшли на позиції роти танкового батальйону 9-ї мотоброньової бригади (12 БА-10), які спочатку стали відходити. Але командиром бригади полковником С. Олейніковим рота була зупинена і «поставлена на позицію з висунутими баштами» (бронеавтомобілі стояли за барханом, над яким виднілися тільки їх башти). До цього моменту японські танки підійшли на дистанцію 800 – 1000 м і бронемашини відкрили вогонь. У результаті двогодинного бою було підбито і знищено 9 танків, при цьому отримали пошкодження, але залишилися в строю шість бронеавтомобілів БА-10.

### Висновки по застосуванню БА-10 на Халхін-Голі
1. Броньовики є ефективним протитанковим засобом в обороні на місцевості, що має напівзакриті позиції (за умови незначного бронювання, яке мали легкі японські танки).
2. Стрільба японських танків 57-мм осколковою гранатою (половину японських танків, що брали участь в цій атаці становили танки Тип 89, озброєні 57-міліметровою гарматою Тип 90 із довжиною ствола в 14,9 калібри) не завдала пошкодженн БА-10 і не виправдала себе.
3. Атака японських танків без піхоти та артилерійської підготовки не дала їм жодних результатів, крім втрат у танках.
4. Бронебійна 45-мм граната легко пробиває 22 мм броню японських танків.
5. Якщо піхота, що обороняється, має бронеавтомобілі і є ймовірність масової атаки танків, то обов'язково треба частину бронемашин підготувати для стрільби з напівзакритих позицій»

### Проти німецьких танків
Радянські аналітики усіляко уникають згадок про величезні скупчення бронетехніки безпосередньо біля кордонів в 20-х числах червня 1941 року і всі втрати бронеавтомобілів списують на їх низьку ефективність у боротьбі з танками противника. Проте, більшість машин були втрачені саме в результаті авіанальотів і артобстрілів, зважаючи на їх розташування скупчено і в незахищених позиціях. Незначне бронювання німецької бронетехніки дозволяло досить ефективне застосування бронеавтомобілів там, де екіпажі могли завчасно спланувати і організувати бій. В 5.00 22 червня 1941 року командир танкового полку 5-ї танкової дивізії 3-го механізованого корпусу полковник Богданов поставив завдання взводу на проведення розвідки з 6 бронемашин БА-10 старшого лейтенанта Суровцева. Машини вийшли з розташування частини в 6 25. При підході до містечка Л. командир взводу організував у лісі, по обидва боки від шосе, засідку. Машини були замасковані так, що з відстані 200 метрів їх було важко помітити. О 10 00 до засідки наблизилися до взводу німецьких мотоциклістів, які були знищені вогнем БА-10 з дистанції 200-300 м. Через 40 хвилин на дорозі з'явився легкий танк, який рухався з великою швидкістю. Командир однієї з бронемашин першим же пострілом з гармати підпалив його. Через 7 хвилин до засідки наблизилися ще два танка, які також були знищені вогнем БА-10.
 Десятьма хвилинами пізніше до місця, де стояли підбиті танки і мотоцикли, підійшла колона з 15 танків і мотоциклістів. Своїм раптовим вогнем БА-10 вивели з ладу 3 танки і велику кількість мотоциклів, чим змусили інші німецькі машини повернути назад.
 З підходом до містечка Л. головних сил 7-ї танкової дивізії 39-го танкового корпусу німців, взвод старшого лейтенанта Суровцева відійшов до своїх військ. Таким чином, в результаті грамотно організованої засідки 6 бронемашин БА-10 підбили і знищили 6 німецьких танків і велику кількість мотоциклів. 
Всупереч радянській пропаганді, що війну виграв Т-34, цілий ряд бронеавтомобілів залишалися в строю у тому числі і на центральних фронтах до самого кінця війни в Європі. Вранці 18 січня 1943 року в атаку на Шліссельбург разом з піхотою рушив Окремий розвідувальний батальйон під командуванням К. Легези. Пофарбовані в білий колір 19 БА-10 кинулися вперед, перемелюючи сніг широкими гусеничними стрічками Оверолл, надітими на задні колеса. До 10 години ранку вогнем броньовиків були знищені три гармати, кілька кулеметів і понад 120 німецьких солдатів. До полудня місто було взято.

 У невеликій кількості середні бронеавтомобілі використовувалися на центральних фронтах у вирішальних боях кампаній 1943 року. Наприклад, у тільки що сформованої 5-ї гвардійської танкової армії до 30 березня 1943 року було 12 БА-10 в 38-му бронебатальйоні (крім них в батальйоні було 7 Т-70 і 10 БА-64) і 17 БА-10 у складі 53-ї мотострілецької бригади. 
До 10 червня 1943 року, коли 5-та гвардійська танкова армія вже перебувала у складі Степового фронту, вона мала лише 12 БА-10 в 38-му бронебатальоні. Ці машини використовувалися в боях на бєлгородському напрямку і під Харковом у липні - серпні 1943 року. 

Напередодні Курської битви - 1 липня 1943 року - у танкових частинах Воронезького фронту налічувалося 8 бронемашин БА-10 - по 3 у складі 6-ї гвардійської армії і 6-го танкового корпусу та 2 в «інших частинах фронту».
 Окремі екземпляри середніх бронемашин були у військах аж до закінчення війни в Європі. Як правило їх використовували в ротах охорони штабів фронтів і армій, а також як командирські машини і машини зв'язку в деяких танкових і стрілецьких частинах. 
Наприклад, станом на 15 грудня 1944 року в складі військ 18-ї армії було всього 6 бронемашин - 5 БА-64 і 1 БА-10. А в частинах 2-го Білоруського фронту до 14 квітня 1945 року ще значилося 14 гарматних броньовиків - 1 БА-10 до 65-ї армії і 13 до 19-ї армії (3 БА-10 і 3 БА-ЗМ у 97-й роти охорони штабу, 3 БА-10 в 132-му і 1 БА-10 в 40-му гвардійському стрілецьких корпусах)..

### Далекий Схід. 1945 рік
Заключним акордом БА-10 стала радянсько-японська війна 1945 року - у військах, що стояли на Далекому Сході залишалося багато танків Т-26, БТ-7 і бронеавтомобілів БА-10. Вся ця техніка з успіхом використовувалася проти японців, а по закінченні бойових дій була подарована китайським комуністам, які воювали проти військ Чан-Кайши.
Застосовувався також під час війни в Кореї.

## Країни - оператори БА-10
- СРСР Основний оператор
- Монголія Деяка кількість БА-10 була поставлено МНР
- Фінляндія,  Третій Рейх Трофейні бронеавтомобілі цього типу використовувалися Фінляндією та Німеччиною.

Влітку і восени 1941 року німці захопили понад 200 бронеавтомобілів БА-6, БА-10 і БА-10М. Деякі з них потрапили у частини вермахту і СС, інші ж були направлені в запасні, навчальні та поліцейські частини. Бронеавтомобілю було присвоєно найменування Panzerspaehwagen BA 203(R). 
Два або три бронеавтомобіля БА-10ЖД, пристосованих для їзди по залізничній колії, надали німецьким бронепотягам. 
Крім того, бронеавтомобілі БА-10, захоплені в Зимову війну, в кількості 24 штук були на озброєнні фінської армії.

## Збережені екземпляри
- Полтавська область, урочище Шумейкове. БА-10 з імітованою ходовою частиною стоїть на місці загибелі штаба командувача Південно-Західним фронтом М. П. Кирпоноса.